# Insenatura di Cadwalader

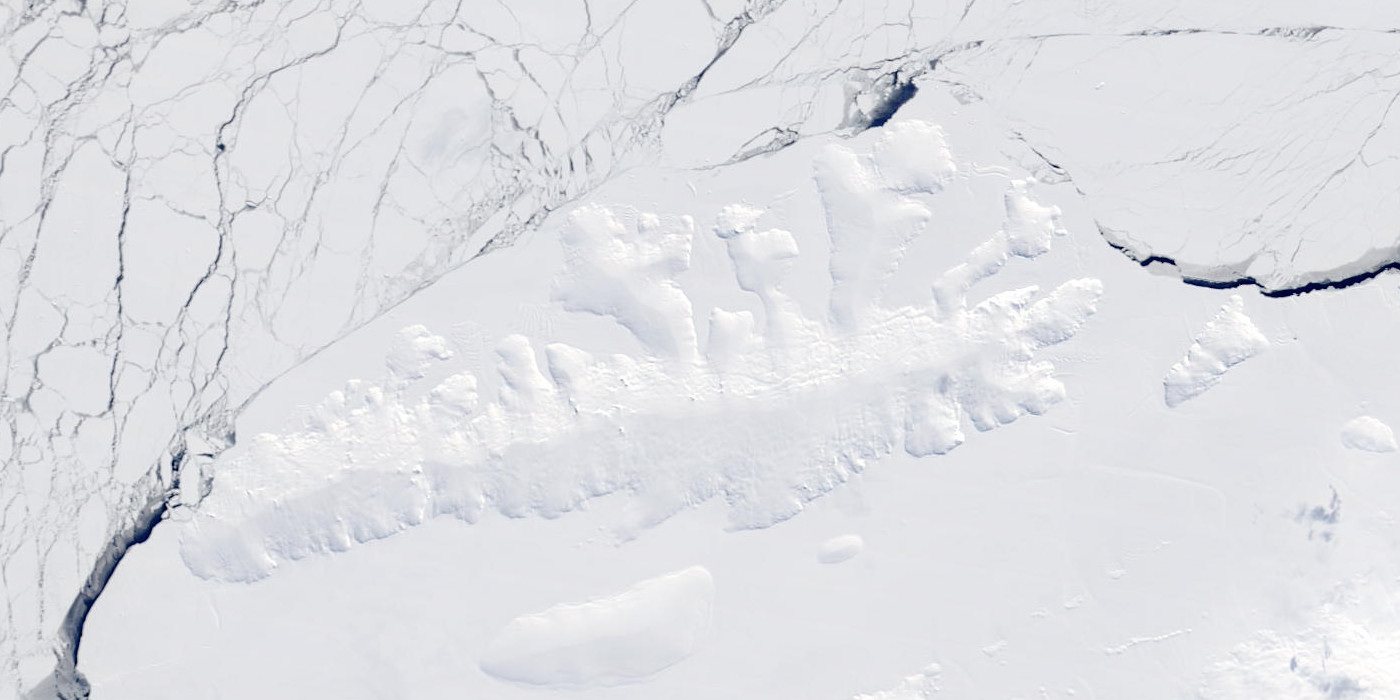
Un'immagine satellitare dell'isola Thurston.

L'insenatura di Cadwalader è un'insenatura larga circa 14 km all'imboccatura e lunga 40, situata sull'isola Thurston, al largo della costa di Eights, nella Terra di Ellsworth, in Antartide. L'insenatura, che si estende in direzione sud-ovest/nord-est e la cui superficie è completamente ricoperta dai ghiacci, si trova in particolare tra la penisola Evans, a ovest, e la penisola Lofgren, a sud-est.

## Storia
L'insenatura di Cadwalader è stata scoperta nel febbraio 1960 durante voli in elicottero partiti dalla USS Burton Island e dalla USS Glacier e svolti su quest'area nel corso di una spedizione di ricerca della marina militare statunitense (USN) nel mare di Bellingshausen, ed è stata poi così battezzata dal Comitato consultivo dei nomi antartici in onore del capitano John Cadwalader, della USN, capo del Programma Antartico degli Stati Uniti d'America a bordo della Burton Island durante la sopraccitata spedizione.